# To the Last Man (livro de Zane Grey)
To the Last Man: A Story of the Pleasant Valley War é um romance western de autoria do escritor pelo estadunidense Zane Grey.

## Origem
To The Last Man é uma versão curta do livro Tonto Basin. Grey enviou o manuscrito de Tonto Basin para a revista The Country Gentleman, que publicou a história em série novelística com o nome de To the Last Man de 28 de maio de 1921 até 30 de julho de 1921. Essa versão era bem resumida comparada com a original, que foi publicada pela Harper Brothers.
O livro conta a história de dois grupos de pessoas inimigas  que vivem em duas fazendas próximas.